# Cheongnyangni-dong

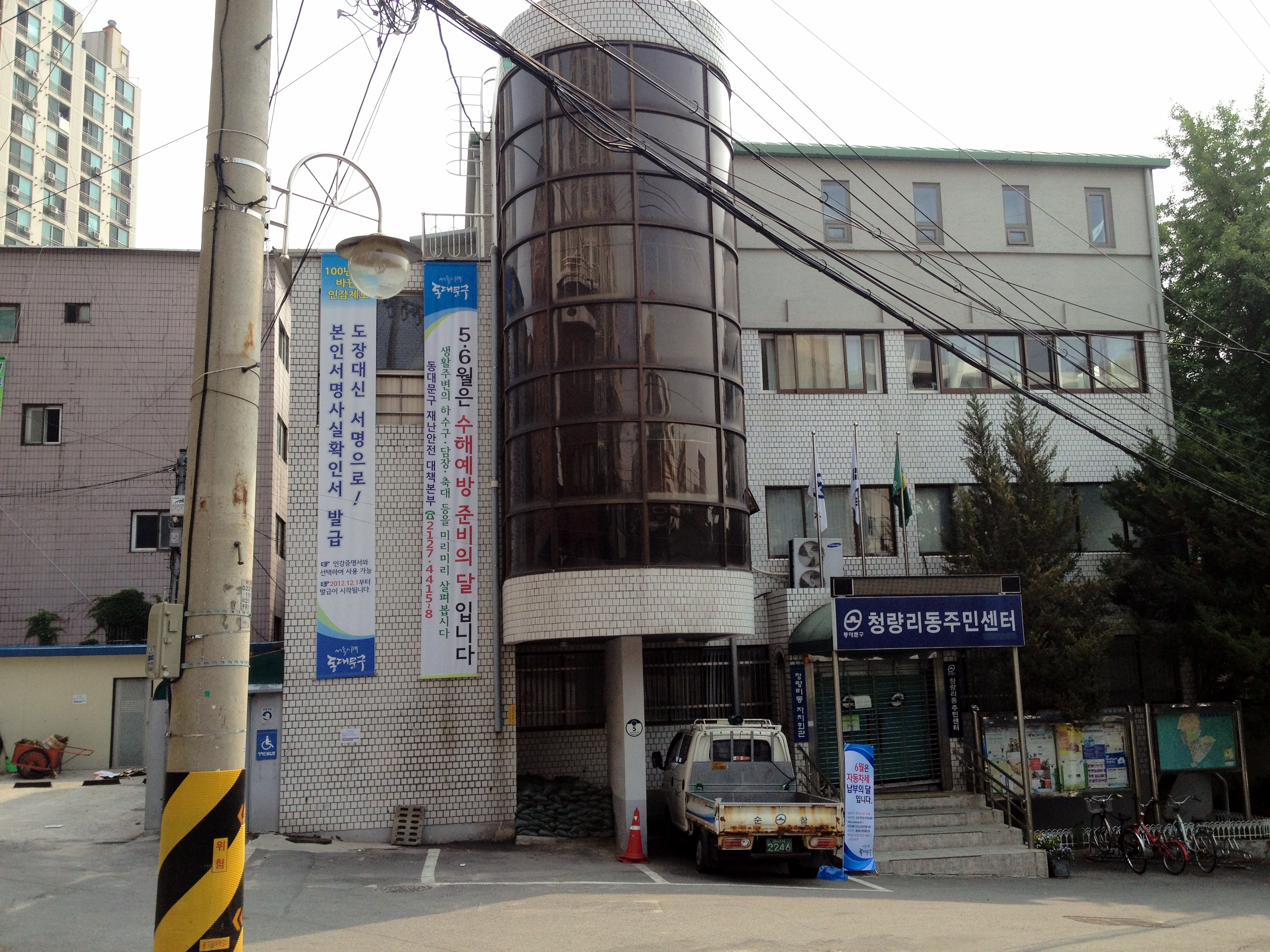
Trung tâm dịch vụ cộng đồng Dongdaemun Cheongnyangni-dong

Cheongnyangni-donglà một phường, dong của Dongdaemun-gu ở Seoul, Hàn Quốc.
Ở dong này, có nhiều tòa nhà tiện lợi như các công ty tài chính và ngân hàng, chi nhánh của Lotte Department Store, và Ga Cheongnyangni. Từ Ga Cheongnyangni, Mugungwha Train để đến Chuncheon phải đi từ 06:15 đến 22:20 và Wonju, Jecheon, Taebaek, Gangneung, Yeongju, và đến Andong phải đi từ 7:00 đến 22:40 mỗi giờ trừ 22:00.
Ở đây có nhiều bệnh viện y tế và phòng khám. Đặc biệt, Bệnh viện của Trường Đại học Công giáo Hàn Quốc Của Saint Paul là lớn nhất ở Cheongnyangni-dong.